# Chatham House
Ча́тем-Ха́ус (англ. Chatham House) или Королевский институт международных отношений (англ. The Royal Institute of International Affairs) — британский аналитический центр в области международных отношений.
Публикует журналы: International Affairs, The World Today и Journal of Cyber Policy. Различные виды отчётов доступны на сайте Chatham House (англ.).
С 8 апреля 2022 года имеет в России статус нежелательной организации .

## История

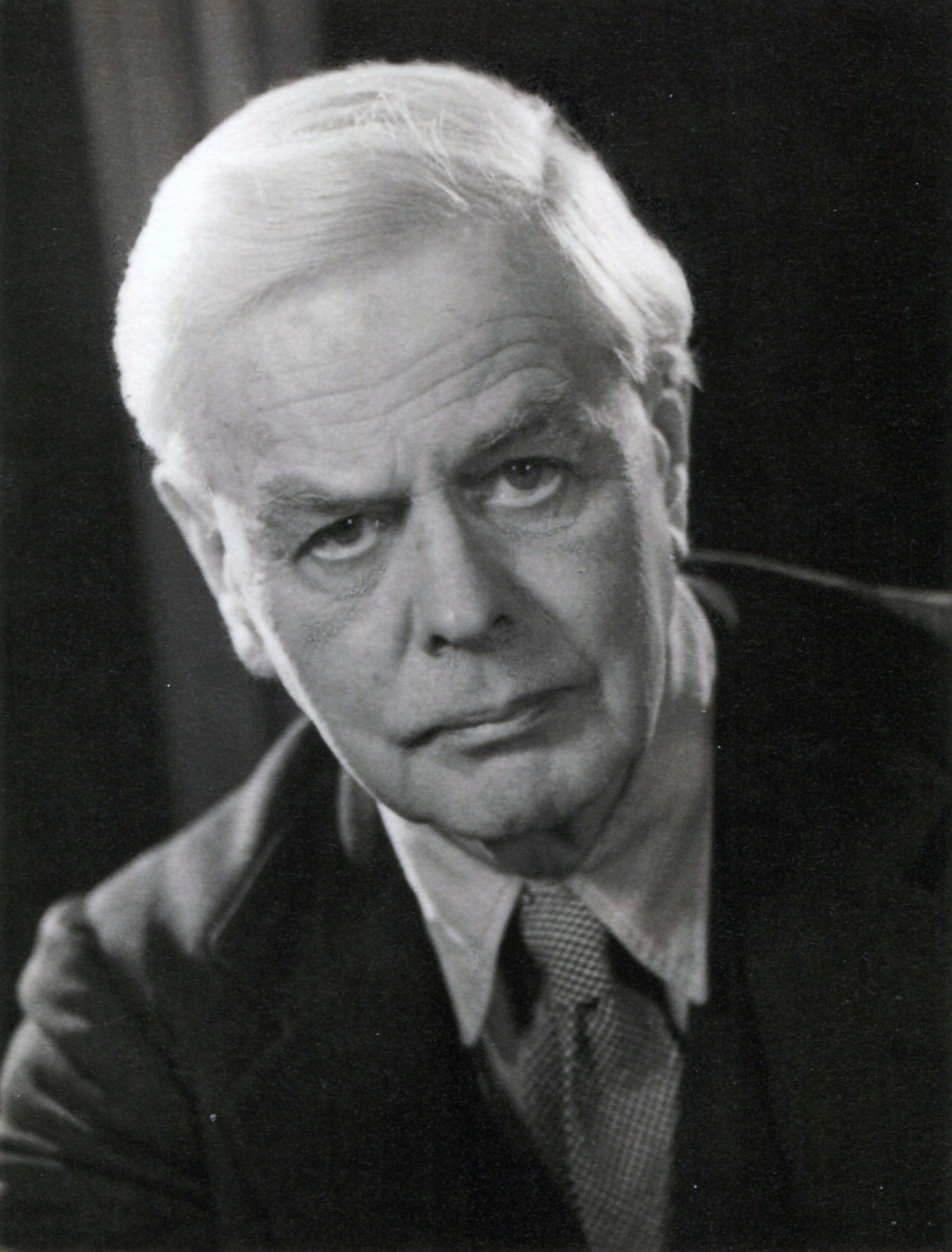
Лайонел Кёртис — основатель Chatham House

Создание института восходит к инициативе британской и американской делегаций во главе с Лайонелом Кёртисом, который предложил на Парижской мирной конференции в 1919 году создать англо-американский институт международных отношений, который должен заниматься изучением международных вопросов, с целью предотвращения будущих войн. В итоге в июле 1920 года был основан Британский институт международных отношений, который с 1926 года носит название Королевского института международных отношений. Первоначальный взнос (пожертвование) в размере 2000 фунтов стерлингов был получен от американского банкира Томаса Ламонта. Первым председателем института был Роберт Сесил, в то время как Лайонел Кертис служил почётным секретарем. Первым оплачиваемым сотрудником института, а позднее его директором, стал известный историк Арнольд Тойнби.
Практически с самого дня основания находится в Чатем-Хаусе, здании в центре Лондона. На протяжении многих лет название здания было синонимом организации, благодаря чему в 2004 году было решено, что традиционное название будет использоваться только для официальных целей, а все издания, работы института, его эксперты и пресс-релизы для СМИ будут представляться под названием «Чатем-Хаус».

8 апреля 2022 года Генеральная прокуратура РФ объявила Chatham House нежелательной организацией.

## Цели и задачи
Цель деятельности Чатем-Хауса — предоставить своим членам возможность обсуждения важных политических тенденций и вызовов. Независимые исследования, проводимые членами Чатем-Хауса, предназначены для выработки новых идей и подходов для руководителей государства относительно вопросов внешней политики. Разработки Chatham House также служат источником экспертных мнений для прессы по главным вопросам международных отношений.

## Принцип анонимности
В Чатем-Хаусе действует принцип анонимности обсуждений, известный как «Правило Чатем-Хауса» (Chatham House Rule). В соответствии с принципом, делегаты и гости семинаров не имеют права разглашать авторство тех или иных мнений за пределами Чатем-Хауса. Принцип призван способствовать откровенности мнений и обсуждений. Принцип действует лишь на некоторых определённых встречах и семинарах.

## Приз

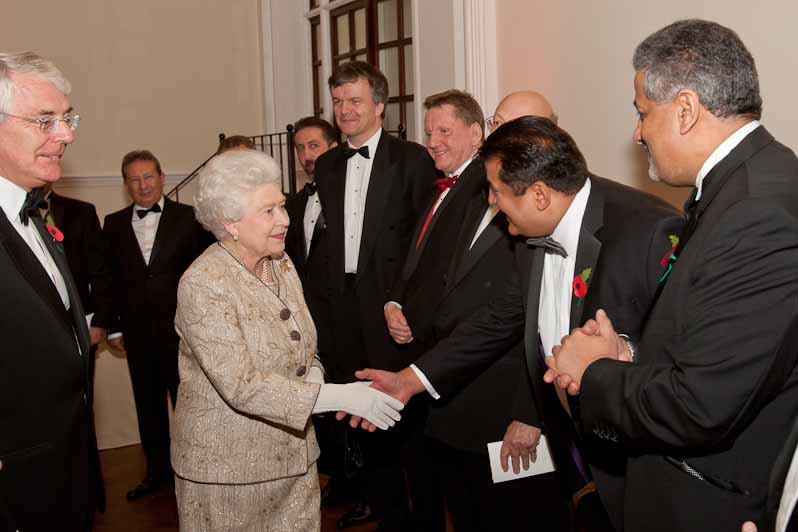
Церемония вручения Chatham House Prize (2010)

Приз Чатем-Хауса (Chatham House Prize) вручается ежегодно, начиная с 2005 года «государственному деятелю или организации, которые, по мнению членов Чатем-Хауса, внесли наиболее важный вклад в улучшение международных отношений в прошедшем году». Лауреату вручается хрустальный приз и адрес, подписанный британским монархом. Первым награждённым призом стал президент Украины Виктор Ющенко (2005).

## Академия
В январе 2013 года институт объявил о создании «Академии лидерства». Академия предлагает потенциальным и действующим мировым лидерам 12-месячное членство с целью «подготовки нового поколения лидеров в международных отношениях».

## «Российский вызов»
4 июня 2015 года институт опубликовал аналитический отчет «Российский вызов» (англ. The Russian Challenge). Отчёт содержит исследование российской внешней политики в 2000—2015 годах и рекомендации по ответным действиям Запада.

### Анализ
Авторы отчета полагают, что целью российской внешней политики в означенный период было восстановление эксклюзивного политического влияния России на постсоветском пространстве.

### Выводы и рекомендации
Авторы отчета выражают мнение о недопустимости реализации российских устремлений, считают политику умиротворения неэффективной и предлагают меры противодействия со стороны стран Запада, среди которых:
- всестороняя поддержка независимости стран на постсоветском пространстве
- поиск новых способов коммуникации с населением России с целью разъяснения выгод от присоединения к европейскому пространству
- поддержка реформ во всех странах на постсоветском пространстве
- устранение зависимости Европы от поставок российского газа
- противодействие российской пропаганде и восстановление традиционных механизмов сдерживания
- развитие исследований России с целью лучшего понимания и предсказания возможных действий последней
- подготовка к неизбежной смене российского политического режима (как в лучшую, так и худшую сторону)

### Реакция России
- Представители российского парламента сравнили доклад с пропагандой времен холодной войны. По словам члена думского комитета по делам СНГ Василия Лихачёва, цель доклада — дезинформировать властные структуры западных стран и оттолкнуть их от сотрудничества с Россией[10].
- Замглавы комитета по конституционному законодательству и госстроительству Совета Федерации РФ Константин Добрынин высказал мнение о необходимости «договориться о новых границах постсоветского мира и сформулировать новую экономическую логику существования постсоветского пространства». Говоря о причинах разногласий между Россией и Западом, К. Э. Добрынин отметил:

Истинный, глубинный источник проблемы — принципиальная де-юре неурегулированность ряда вопросов, связанных с условиями и последствиями кардинальной ревизии Ялтинского мироустройства на рубеже 1980-90-х годов.— «В России британский доклад назвали пропагандой в стиле холодной войны»